# باغلیجا (آردانوچ)
باغلیجا (به ترکی استانبولی: Bağlıca) یک منطقهٔ مسکونی در ترکیه است که در آردانوچ واقع شده‌است. باغلیجا ۲۳۴ نفر جمعیت دارد.